# Rainmaker (singel Iron Maiden)
Rainmaker (ang. Zaklinacz deszczu) trzydziesty siódmy singel Iron Maiden. Drugi singel z płyty Dance of Death.

## Lista utworów

### CD
1. „Rainmaker” (Dave Murray, Steve Harris, Bruce Dickinson) – 3:48
2. „Dance of Death (orchestral version)” (Janick Gers,Steve Harris) – 8:36
3. „More Tea Vicar” – 4:40
4. „The Number of the Beast” (Steve Harris) – 4:49
5. „Remember Tomorrow” [Live] (Paul Di’Anno, Steve Harris) – 5:26

### Wydanie japońskie CD
1. „Rainmaker” (Dave Murray, Steve Harris, Bruce Dickinson) – 3:48
2. „Dance of Death (orchestral version)” (Janick Gers, Steve Harris) – 8:36
3. „More Tea Vicar” – 4:40
4. „The Wicker Man (Live at Brixton Academy, 2002)” – 4:38
5. „Children of the Damned (Live at Brixton Academy, 2002)” – 5:02

CD Extras:
1. „Rainmaker” (Video) – 3:50
2. „Wildest Dreams” (Video) – 3:39

### DVD
1. „Rainmaker” (video) (Dave Murray, Steve Harris, Bruce Dickinson) – 3:48
2. „The Wicker Man (live)” (Smith, Harris, Dickinson)
3. „Children of the Damned (live)” (Harris)
4. „Rainmaker Video – The Making of”

### 7" Vinyl
1. Rainmaker
2. Dance of Death (orchestral version)

## Twórcy
- Bruce Dickinson – śpiew
- Dave Murray – gitara elektryczna
- Adrian Smith – gitara elektryczna, podkład wokalny
- Janick Gers – gitara elektryczna, podkład wokalny
- Steve Harris – gitara basowa, podkład wokalny
- Nicko McBrain – perkusja